# Orinus anomala
Orinus anomala är en gräsart som beskrevs av Keng f. Orinus anomala ingår i släktet Orinus och familjen gräs. Inga underarter finns listade i Catalogue of Life.